# Quartet de corda núm. 2 (Smetana)
El Quartet de corda núm. 2 en re menor de Bedřich Smetana és una composició de cambra per a quartet de corda. És l'últim quartet de Smetana, escrit entre 1882 i 1883.

## Origen i context
El juny de 1882, després de compondre el cicle monumental Má vlast, les òperes Tajemství (El secret), Čertova stěna (El mur del diable) i altres obres, Smetana va començar a pensar en la creació del seu Segon Quartet de corda. El Segon Quartet, com el primer, és una obra igualment autobiogràfica: es pot dir que torna on va deixar el seu predecessor, tractant com ho fa de la vida del compositor des de la pèrdua de l'audició. Els treballs del quartet van començar el juny de 1882 (en secret, perquè el seu metge li havia prohibit treballar a Smetana), però el progrés va ser lent: només podia escriure uns quants compassos a la vegada i no podia recordar el que havia escrit anteriorment. Un mes després, va acabar el primer moviment. En una carta al seu amic Josef Srba, el compositor sord i abatut presenta les dificultats de l'obra, els seus recels i pors. Va continuar treballant molt lentament, i tota la composició no es va acabar fins al 12 de març de 1883, després de nou mesos. Després de finalitzar l'obra, es van fer diversos canvis menors. Smetana va assistir a la primera actuació no pública a la primavera (potser l'abril) de 1883. La primera actuació pública va tenir lloc el 3 de gener de 1884, a la Sala Konvikt de Praga, interpretada per Ferdinand Lachner, Julius Raušer, Josef Krehan i Alois Neruda.
No és d'estranyar, doncs, que el quartet tingui poc més de la meitat de la llargada del Primer i que el segon moviment estigui basat en material anterior, esbossat el 1848-1849. El moviment lent ja no és una cançó d'amor sinó un crit de frustració -la segona dona de Smetana no estava preparada per tractar amb el compositor malalt- i, per triomfant que sembli, la conclusió del moviment final és encara més commovedor que la del seu predecessor.
El quartet es va publicar pòstumament, l'any 1889.

## Estructura
La composició consta de quatre moviments:
- I. Allegro
- II. Allegro moderato
- III. Allegro non più moderato, ma agitato e con fuoco
- IV. Presto

Smetana va dir que el segon quartet es reprèn des d'on va acabar el primer: "... després de la catàstrofe, representa la turbulència de la música en una persona que havia perdut l'oïda". La construcció musical i el llenguatge són completament nous i inusuals. Al principi, la composició va ser rebuda per oients i crítics amb vacil·lacions, fins i tot amb objeccions. No obstant això, gràcies a moltes interpretacions reeixides (per exemple, per part del Quartet Txec, el Quartet Smetana i el Quartet Janáček), el Quartet és ara molt considerat dins de la història i la cultura de la música txeca.